# Veble
Veble je priimek več znanih Slovencev:
- Aleksandra Veble (*1948), publicistka, popotnica
- Andrej Veble (1887—1979), pravnik in publicist
- Dušan Veble (1921—2005), klarinetist, zabavni (jazz..) glasbenik
- Franc Veble (1888—1971), veterinar, publicist
- Mateja Veble (*1978), košarkarica